# Opuntia elata
Opuntia elata Link & Otto ex Salm-Dyck es una especie de planta de flores perteneciente a la familia Cactaceae. Es nativa de Sudamérica en Argentina, Paraguay y Uruguay.

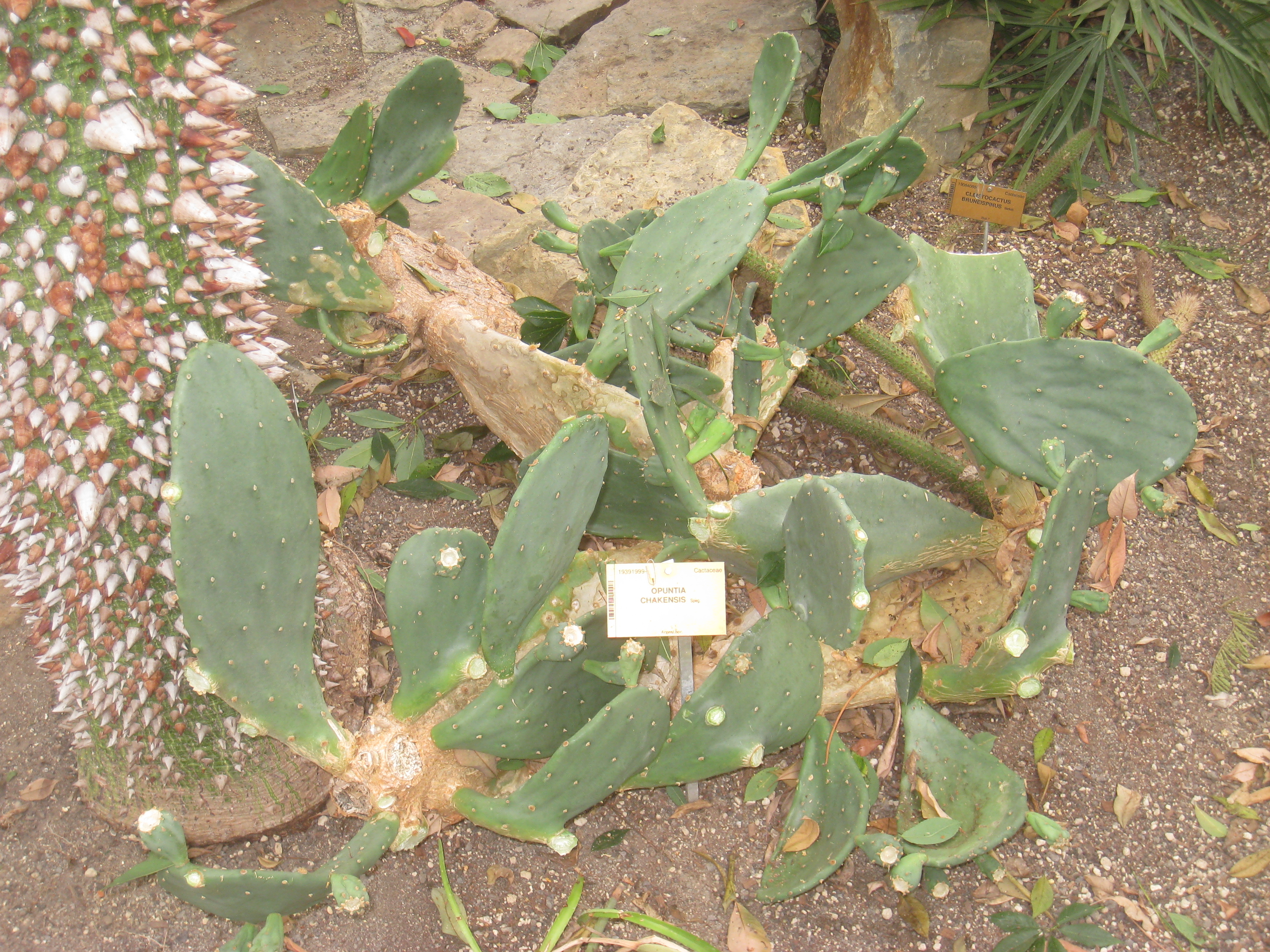
Vista de la planta

## Descripción
Es un arbusto  con ramas más o menos erguidas que alcanza un tamaño de 1 a 2 metros de altura. Es de color verde oscuro, con cladodios oblongos a ovales  de 5 a 25 centímetros de largo, de hasta 15 cm de ancho. Los pequeñas y rudimentarias hojas quedan rápidamente obsoletas. Los grandes areolas son blancas y están muy separadas y soportan gloquidios. Tiene de una a tres espinas, a menudo ausentes, rectas, rígidas, de color blanco a gris de 3 a 5 cm de largo. Las flores son de color naranja y tienen un diámetro de hasta 5 centímetros.

## Taxonomía
Opuntia elata  fue descrita por Link & Otto ex Salm-Dyck y publicado en Hortus Dyckensis ou Catalogue des Plantes ... 361. 1834.
Etimología
Opuntia: nombre genérico  que proviene del griego usado por Plinio el Viejo para una planta que creció alrededor de la ciudad de Opus en Grecia.
elata: epíteto latino que significa "alta".
Sinonimia
- Opuntia alko-tuna Cárdenas
- Opuntia chakensis Speg.
- Opuntia pyrrhantha (F. Ritter) P.J. Braun & Esteves
- Platyopuntia interjecta F. Ritter
- Platyopuntia pyrrhantha F. Ritter[5]